# Fay (Sarthe)
Fay és un municipi francès situat al departament del Sarthe i a la regió de País del Loira. L'any 2007 tenia 590 habitants.

## Demografia

### Població
El 2007 la població de fet de Fay era de 590 persones. Hi havia 213 famílies de les quals 44 eren unipersonals (20 homes vivint sols i 24 dones vivint soles), 75 parelles sense fills, 86 parelles amb fills i 8 famílies monoparentals amb fills.
La població ha evolucionat segons el següent gràfic:
Habitants censats

### Habitatges
El 2007 hi havia 256 habitatges, 226 eren l'habitatge principal de la família, 11 eren segones residències i 19 estaven desocupats. 255 eren cases i 1 era un apartament. Dels 226 habitatges principals, 184 estaven ocupats pels seus propietaris, 38 estaven llogats i ocupats pels llogaters i 4 estaven cedits a títol gratuït; 4 tenien una cambra, 10 en tenien dues, 22 en tenien tres, 55 en tenien quatre i 136 en tenien cinc o més. 185 habitatges disposaven pel capbaix d'una plaça de pàrquing. A 73 habitatges hi havia un automòbil i a 143 n'hi havia dos o més.

### Piràmide de població
La piràmide de població per edats i sexe el 2009 era:
| Homes | Edats   | Dones |
| ----- | ------- | ----- |
| 0     | 95 o +  | 0     |
| 0     | 90 a 94 | 0     |
| 0     | 85 a 89 | 0     |
| 8     | 80 a 84 | 4     |
| 12    | 75 a 79 | 20    |
| 8     | 70 a 74 | 12    |
| 12    | 65 a 69 | 8     |
| 8     | 60 a 64 | 12    |
| 12    | 55 a 59 | 4     |
| 20    | 50 a 54 | 32    |
| 16    | 45 a 49 | 28    |
| 12    | 40 a 44 | 4     |
| 28    | 35 a 39 | 20    |
| 24    | 30 a 34 | 20    |
| 24    | 25 a 29 | 24    |
| 20    | 20 a 24 | 8     |
| 8     | 15 a 19 | 16    |
| 0     | 10 a 14 | 24    |
| 28    | 5 a 9   | 12    |
| 12    | 0 a 4   | 16    |

## Economia
El 2007 la població en edat de treballar era de 374 persones, 283 eren actives i 91 eren inactives. De les 283 persones actives 270 estaven ocupades (146 homes i 124 dones) i 13 estaven aturades (5 homes i 8 dones). De les 91 persones inactives 37 estaven jubilades, 37 estaven estudiant i 17 estaven classificades com a «altres inactius».

### Ingressos
El 2009 a Fay hi havia 230 unitats fiscals que integraven 611,5 persones, la mediana anual d'ingressos fiscals per persona era de 21.359 €.

### Activitats econòmiques
Dels 4 establiments que hi havia el 2007, 1 era d'una empresa de construcció, 1 d'una empresa de comerç i reparació d'automòbils, 1 d'una empresa de transport i 1 d'una empresa de serveis.
L'únic servei als particulars que hi havia el 2009 era un guixaire pintor.
L'únic establiment comercial que hi havia el 2009 era una carnisseria.
L'any 2000 a Fay hi havia 14 explotacions agrícoles que ocupaven un total de 665 hectàrees.

## Equipaments sanitaris i escolars
El 2009 hi havia una escola elemental.

## Poblacions més properes
El següent diagrama mostra les poblacions més properes.